# Kate McNeil
Kate McNeil (znana również jako  Kathryn McNeil oraz Kathy McNeil, ur. 17 sierpnia 1959 w Filadelfii) – amerykańska aktorka telewizyjna i filmowa.

## Filmografia
Wystąpiła w ponad sześćdziesięciu filmach i serialach, w tym m.in. w: Chirurdzy, Agenci NCIS: Los Angeles, Mad Men, Prawo i porządek: Los Angeles, Mentalista, Kości, Weronika Mars, Star Trek: Enterprise, Dowody zbrodni, Bez śladu, Agenci NCIS, Dotyk anioła, Ostry dyżur, CSI: Kryminalne zagadki Las Vegas, Nash Bridges, Z Archiwum X, Ally McBeal, Powrót do Providence, A Walton Easter, Diagnoza morderstwo, A Walton Wedding, Babilon 5, A Walton Thanksgiving Reunion, Napisała: Morderstwo, Bodies of Evidence, WIOU, Projektantki, Północ-Południe oraz As the World Turns. W horrorze Dom pani Slater (The House on Sorority Row, 1983) grała główną rolę.

## Życie prywatne
Jest absolwentką aktorstwa na Ithaca College. Żona scenarzysty i reżysera; Roya Friedlanda, z którym ma dwójkę dzieci.